# 下盧加舒鄉

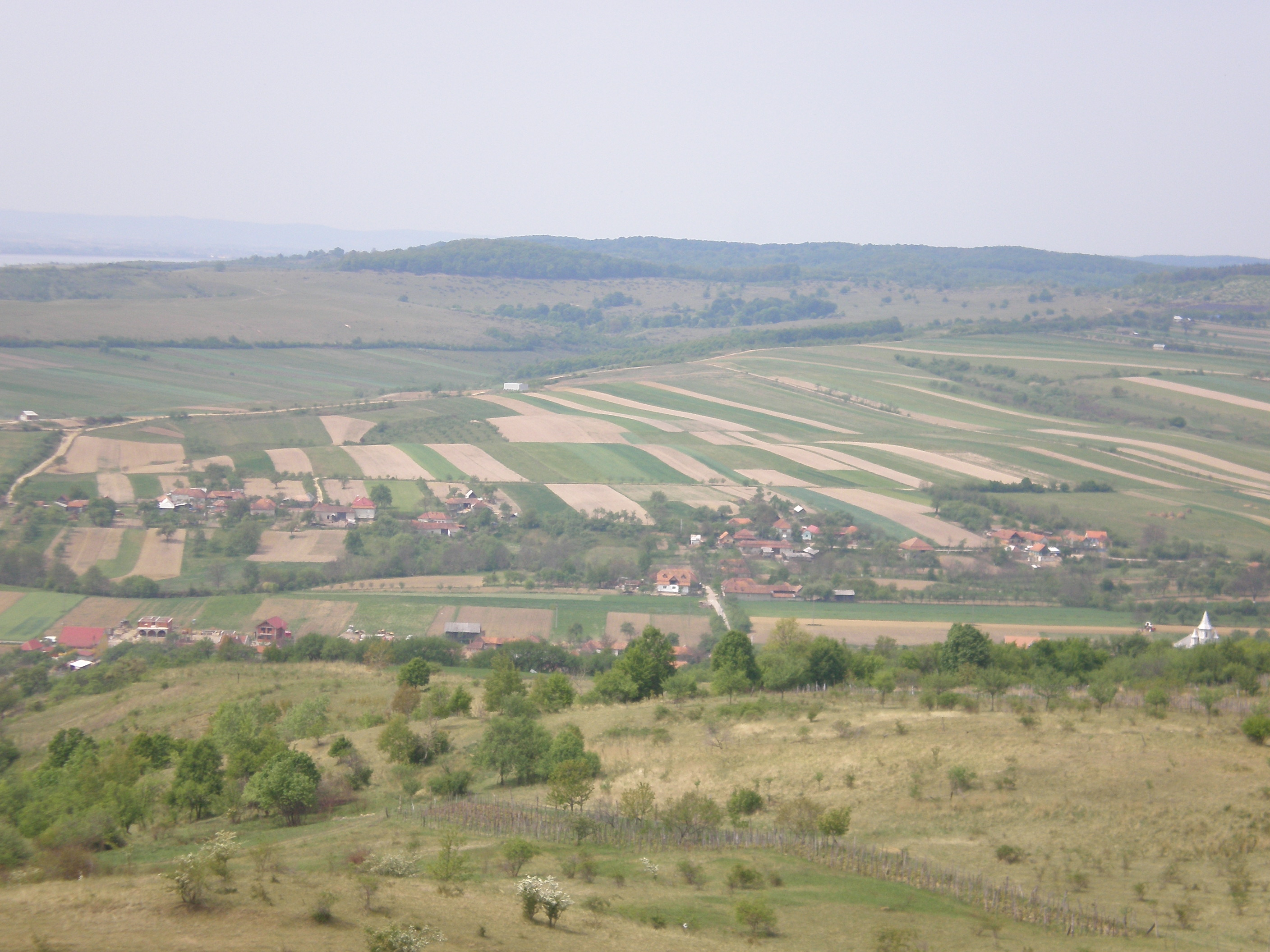

47°04′N 22°21′E / 47.067°N 22.350°E
下盧加舒鄉（羅馬尼亞語：Comuna Lugașu de Jos, Bihor），是羅馬尼亞的鄉份，位於該國西北部，由比霍爾縣負責管轄，面積54平方公里，海拔高度242米，2007年人口3,351，人口密度每平方公里62人。